# Рота
Ро́та  е основно тактическото подразделение в почти всички съвременни армии. Приблизително включва от 60 до 225 души. Състои се от 2 до 5 взвода, подразделения за управление и за снабдяване. Командирът на ротата е капитан или майор. Може да има и заместник-командир, офицер. След него в йерархията следват командирите на взводове и главният сержант на ротата. Няколко роти се групират в ново тактическо подразделение – батальон, или понякога като част от по-голямо военно формирование – полк. 
Отделната рота е организационно самостоятелна тактическа и административно-стопанска единица.
В зависимост от предназначението ротите са: стрелкови (мотострелкови), пехотни (мотопехотни), танкови, минохвъргачни, радиотехнически, свързочни, инженерно-сапьорни, десантно-щурмови, разузнавателни, ремонтни, автомобилни, морско-пехотни, охранителни, щабни, за материално осигуряване и други. В ракетните войски и артилерията на ротата съответства подразделението батарея. 
Като тактическо подразделение в България ротата е въведена през 1878 г.